# Jakub Nowak (lekkoatleta)
Jakub Piotr Nowak (ur. 18 listopada 1989 w Warszawie) – polski lekkoatleta specjalizujący się w biegach średnich oraz długich, wielokrotny medalista Mistrzostw Polski, reprezentant Polski.

## Życiorys
- Wielokrotny medalista Mistrzostw Polski w lekkiej atletyce:

- 2008 – brązowy medal Mistrzostw Polski Juniorów w biegach przełajowych (KS Warszawianka)
- 2010 – klubowy brązowy medalista Mistrzostw Polski seniorów w biegach przełajowych (KS Warszawianka)
- 2010 – brązowy medal Akademickich Mistrzostw Polski w biegach przełajowych
- 2012 – klubowy drużynowy Mistrz Polski w biegach przełajowych (LŁKS Prefbet Śniadowo Łomża)
- 2012 – srebrny medal Mistrzostw Polski seniorów w Warszawie, podczas biegu na 5 km.
- 2012 – srebrny medal Akademickich Mistrzostw Polski w biegach przełajowych
- 2012 – Akademicki Mistrz Polski na 1500m
- 2012 – Brązowy medalista Akademickich Mistrzostw Polski na 3000 m
- 2013 – srebrny medal klubowych Mistrzostw Polski w biegach przełajowych (LŁKS Prefbet Śniadowo Łomża)
- 2013 – Akademicki Mistrz Polski na 3000 m
- 2014 – brązowy medal Mistrzostw Polski seniorów w Kraków.
- 2014 – klubowy drużynowy Mistrz Polski w biegach przełajowych (LŁKS Prefbet Śniadowo Łomża)
- 2014 – Mistrz Polski AZS w półmaratonie
- 2015 – srebrny medal Mistrzostw Polski seniorów w Warszawie, maratonie. Debiut z wynikiem 2.14.09.

Po operacji ścięgna achillesa w 2017 roku wrócił do rywalizacji w biegach ulicznych:
2019 – 4 miejsce w Mistrzostwach Polski w maratonie (2:13:41)
2019 – 4 miejsce w Mistrzostwach Polski na 5 km.
W 2012 roku reprezentował Polskę na Akademickich Mistrzostwach Świata w biegach Przełajowych zajmując 17 miejsce i 5 drużynowo jako Reprezentacja Polski.
Członek kadry narodowej.
Uczestnik wielu imprez sportowych w kraju i za granicą.
Jest instruktorem Związku Harcerstwa Rzeczypospolitej w stopniu podharcmistrza.

## Osiągnięcia
| Rok  | Impreza                                               | Miejsce | Konkurencja   | Pozycja     | Wynik |
| ---- | ----------------------------------------------------- | ------- | ------------- | ----------- | ----- |
| 2012 | Akademickie mistrzostwa świata w biegach przełajowych | Łódź    | bieg seniorów | 17. miejsce | 30:07 |

## Rekordy życiowe
- bieg na 1500 metrów – 3:48,19 (18 maja 2012, Bydgoszcz)
- bieg na 3000 metrów – 8:14,71 (6 czerwca 2012, Siedlce)
- bieg na 5000 metrów – 14:02,00 (23 maja 2012, Koblencja)
- bieg na 10 000 metrów – 29:32,78 (21 kwietnia 2012, Mikołów)
- maraton – 2:13:41 (14 kwietnia 2019, Warszawa)